# Jardim Botânico Adolpho Ducke
O Jardim Botânico de Manaus – Adolpho Ducke é um jardim botânico brasileiro, localizado na cidade de Manaus, no estado do Amazonas. Batizado com o nome do botânico Adolpho Ducke, é considerado o maior fragmento de floresta preservada dentro de área urbana do Brasil. Possui 5 km² distribuídos em uma faixa de 500 metros de largura por 6 km de comprimento ao longo da borda sul e 4 km ao longo da borda oeste da Reserva Florestal Adolpho Ducke. Está localizado no bairro Cidade de Deus, na zona norte da cidade de Manaus. O local oferece contato direto com a natureza e atrai turistas de diversos lugares do mundo.
Fundado em 24 de outubro de 2000, é administrado por meio de uma parceria entre o Instituto Nacional de Pesquisas da Amazônia (INPA), a Prefeitura de Manaus e o Museu da Amazônia (Musa), com o objetivo de buscar alternativas para conter o avanço da ocupação desordenada nas zonas Norte e Leste de Manaus, e proteger as florestas da região. No jardim, também se encontra o Museu da Amazônia (Musa). É uma estrutura instalada na reserva em 2009 e ocupa 1% da área total do local. Juntamente com o Musa, funciona o Jardim Botânico, construído no ano de 2000, que ocupa 5% de toda a reserva.